# Lőrincz Miklós
Lőrincz Miklós (Nagyvárad, 1899. április 21. – Budapest, 1944. július 30.) író, újságíró, kabarészerző, forgatókönyvíró.

## Élete
Lőrincz Samu kereskedő és Lőrincz Piroska fiaként született. Gimnazistaként is jelentek már meg írásai nagyváradi folyóiratokban, az érettségi után jogot tanult a kolozsvári egyetemen, ám tanulmányait félbehagyta, s újságírónak állt. Nagyváradon és Kolozsvárott dolgozott újságíróként, majd az 1920-as évek közepén Budapestre ment, ahol különböző napilapokban jelentek meg novellái. A Terézkörúti Színpadon és az Andrássy úti Színházban mintegy 30 kabarédarabját mutatták be nagy sikerrel. Házi szerzője volt a Terézkörúti Színpadnak, és a Kiskabarénak is, ezek mellett pedig írt a Clarus, a Komikusok kabaréja, a Steinhardt Színpad, a Kis komédia, a Bethlen téri Színpad, illetve a Kamara Varieté számára is. Salamon Bélának írta legjobb jeleneteit. 1936-tól kezdve a Pódium Írók Kabaréjában is játszották műveit. 
1938-tól fogva zsidó származása miatt egyre nehezebben talált munkát. 1940-ben Nóti Károly, László Miklós, Halász Rudolf és Kristóf Károly társaságában írta a Kvázi Dodó, a víztoronyőr című bohózat varietérevüt, s ugyanebben az évben több színházban is játszották még jeleneteit (Kapuzárás után, Mai házasság). 1944-ben rejtőzködni kényszerült, ám egy razzia során a Japán kávéházban lefogták, majd internálták a Csepel-szigeti táborba, ahol egy bombatámadás áldozatául esett. 
A háborút követően a Pódium, a Vidám Színpad, illetve a Kamara Varieté is játszotta műveit. Jelenetei a Délibábban és a Színházi Élet mellékleteiben olvashatók. Hagyatéka 200 bohózatot és villámtréfát őriz.

## Filmjei
- A kék bálvány (1931, Faragó Dezső Györggyel)
- Sportszerelem (1936–37, Kolozsvári Andorral)
- Segítség, örököltem! (1937, Mihály Istvánnal, Indig Ottóval)
- Hetenként egyszer láthatom (1937, Nóti Károllyal)

## Művei
- Ciprián mester (1931)
- Vörös kakas (1932)
- Tucat úr nősül (1935)
- Diktátornő (1935)
- Alibi (1937)
- A butaság széruma (bohózatok, Budapest, 1975)
- A papírtekercses ember
- Csal a feleségem